# Покащівська сільська рада
Покащівська сільська рада — орган місцевого самоврядування у Ківерцівському районі Волинської області з адміністративним центром у с. Покащів.

## Населені пункти
Сільській раді підпорядковані населені пункти:
- с. Покащів
- с. Одеради

## Населення
Згідно з переписом УРСР 1989 року чисельність наявного населення сільської ради становила 1049 осіб, з яких 468 чоловіків та 581 жінка.
За переписом населення України 2001 року в сільській раді мешкало 988 осіб.

### Мова
Розподіл населення за рідною мовою за даними перепису 2001 року:
| Мова       | Відсоток |
| ---------- | -------- |
| українська | 99,70 %  |
| російська  | 0,30 %   |

## Склад ради
Рада складається з 14 депутатів та голови.

## Керівний склад сільської ради
| ПІБ                            | Основні відомості                                                                                                | Дата обрання | Дата звільнення |
| ------------------------------ | --- | ------------ | --------------- |
| Чекеренда Богдан Володимирович | Сільський голова, 1972 року народження, освіта, член народної партії                                             | 26.03.2006   | 31.10.2010      |
| Чекеренда Богдан Володимирович | Сільський голова, 1972 року народження, освіта середня спеціальна, член Всеукраїнського об'єднання «Батьківщина» | 31.10.2010   |                 |

Примітка: таблиця складена за даними джерела